# Eugen Piunovschi
Eugen Mihailovici Piunovschi (în română: Eugen Piunovschi; n. 23 septembrie 1946, Irkutsk, RSFS Rusă, URSS) este un fost jucător de fotbal sovietic și antrenor moldovean.
Din 1971 până în 1973 a jucat pentru Alma-Ata Kairat în Liga Superioară a URSS. În 1979, joacă și în Liga Majoră, dar pentru prima sa echipă, care până atunci se numea „Nistru”. Și-a încheiat cariera profesională în Tselinograd Tselinnik.
În august 1992, a fost antrenorul principal al echipei naționale a Moldovei, echipa a participat la turneul iordanian și a ocupat locul trei.